# アカオボウシインコ
アカオボウシインコ（Amazona brasiliensis）は、オウム目インコ科に分類される鳥類。

## 分布
ブラジル（サンパウロ州、パラナ州）固有種

## 形態
全長35-37cm。尾羽は短い。全身は緑色の羽毛で被われる。頭部は赤、顔は淡い青紫色の羽毛で被われる。中央尾羽先端は黄色。翼は羽毛の外縁（羽縁）が黄色で、風切羽先端は暗色。
眼の周囲には羽毛がなく、淡青色の皮膚が露出する。嘴の色彩は白色。

## 生態
主に標高200m以下にある基底が砂の森林や林床が水没した森林、マングローブ林に生息する。食物や水を求めて放浪するが、非繁殖期にも内陸部の斜面へ向かい短距離を移動する。
食性は雑食で、果実、種子、花やその蜜、昆虫、クモなどを食べる。
繁殖形態は卵生。9-翌2月に枯れ木の樹洞や水面から100-150cmの高さにある生木の樹洞、シロアリの巣などに、1回に3-4個の卵を産む。抱卵期間は27-28日。育雛期間は約55日。

## 人間との関係
開発による生息地の破壊、家畜との競合、娯楽としての狩猟、ペット用の乱獲、温暖化による海水面の上昇などにより生息数は激減している。ブラジルでは法的に保護の対象とされているが、密猟されることもある。1997年における生息数は3,500-4,500羽と推定されている。サンパウロ州での1993年における生息数は1,550羽、パラナ州での1987年における生息数は約2,000羽と推定されている。